# Schiffsrat
Der Schiffsrat ist eine vom Kapitän einberufene Versammlung der Schiffsoffiziere zur Abgabe eines Gutachtens in einer Gefahrensituation. Im deutschen Recht war der Begriff im Handelsgesetzbuch niedergelegt.

## Einzelheiten
Im Fall einer vorliegenden Gefahr oder anderweitigen schwerwiegenden zu fällenden Entschlüssen kann der Kapitän eines Seeschiffes den Schiffsrat einberufen. Abhängig von der zu beantwortenden Fragestellung kann der Schiffsrat einen Teil oder alle Offiziere eines Schiffes umfassen. Nach der Erörterung der zu lösenden Frage(n) ist der Schiffsrat gehalten, einen Beschluss zu fassen und diesen im Schiffstagebuch festzuhalten. Das gefasste Votum gilt als Gutachten über zu treffende Maßregeln, der Kapitän ist in seiner Entscheidung aber nicht daran gebunden. Insbesondere im Falle einer abweichenden Meinung in solch einem Verfahren ist ein Kapitän gehalten, auch diese mit Begründung im Tagebuch festzuhalten.